# Society of Women Engineers
La Society of Women Engineers (SWE), fondée en 1950, est une organisation à but non lucratif pour l'éducation et les services aux États-Unis. SWE compte plus de 37 000 membres répartis dans près de 100 sections professionnelles et 300 sections d’étudiants aux États-Unis.

## Contexte
Les archives SWE contiennent une série de lettres tirées des Elsie Eaves (en) (léguées à la Société), qui décrivent comment, en 1919, un groupe de femmes de l'Université du Colorado a aidé à créer une petite communauté de femmes ayant une formation d'ingénieur ou scientifique. Bien que cette organisation ait été reconnue par la communauté universitaire, elle a jeté les bases du développement de la Society of Women Engineers. Ce groupe comprenait Lou Alta Melton, Hilda Counts et Elsie Eaves. Les femmes ont écrit des lettres à des écoles d'ingénieurs à travers le pays, demandant des informations sur les étudiantes et les diplômées. Elles ont reçu des réponses de 139 femmes de 23 universités. Elles ont également reçu de nombreuses réponses négatives d’écoles n’acceptant pas les femmes dans leurs programmes. Thorndike Saville, professeur agrégé de génie maritime, de l'Université de Caroline du Nord a écrit : « Je dirais que nous n'avons pas eu, nous n'avons jamais eu et ne nous attendons pas à avoir dans un avenir proche, toutes les étudiantes inscrites dans notre département d'ingénierie ». Certaines réponses étaient favorables aux femmes, mais pas à une organisation séparée.

## Personnalités
- Wendy A. Okolo, présidente de la SWE de l'université de Texas Arlington.